# (229762) Gǃkúnǁʼhòmdímà
(229762) Gǃkúnǁʼhòmdímà (Aussprache [ᶢᵏǃ͡χʼṹ ᵑ̊ǁʰòmdí mà] ) ist ein großes transneptunisches Objekt, das im Oktober 2007 entdeckt wurde (provisorische Bezeichnung 2007 UK126). Es gehört zur Kategorie der Scattered disk objects. Aufgrund seiner Größe ist der Asteroid ein Zwergplanetenkandidat. Er besitzt mit Gǃòʼé ǃHú einen Mond, der etwa ein Fünftel des Durchmessers des Mutterasteroiden aufweist.

## Entdeckung
(229762) Gǃkúnǁʼhòmdímà wurde am 19. Oktober 2007 von einem Astronomenteam bestehend aus Megan E. Schwamb, Michael E. Brown und David L. Rabinowitz am Palomar-Observatorium des California Institute of Technology entdeckt. Die Entdeckung wurde am 26. Februar 2008 bekanntgegeben. Der Planetoid erhielt die vorläufige Bezeichnung 2007 UK126 und am 31. Dezember 2009 von der IAU die Kleinplaneten-Nummer 229762.
Nach seiner Entdeckung ließ sich Gǃkúnǁ’hòmdímà auf Fotos vom 16. August 1982 identifizieren und so seine Umlaufbahn genauer berechnen. Seither wurde der Planetoid durch verschiedene Teleskope wie das Herschel-Weltraumteleskop sowie erdbasierte Teleskope beobachtet. Im Oktober 2018 lagen 178 Beobachtungen über einen Zeitraum von 37 Jahren vor.

## Name
Es wurde der Name Gǃkúnǁʼhòmdímà vorgeschlagen, der aus der Mythologie der Ethnie der Juǀ’hoansi (eine Gruppe der San) in Namibia herstammt. Deren Sprache Juǀ’hoan enthält Klicklaute, die speziellen Buchstaben dafür wurden in den Namen übernommen. Am 6. April 2019 erfolgte eine Namensbestätigung von der IAU.

## Eigenschaften

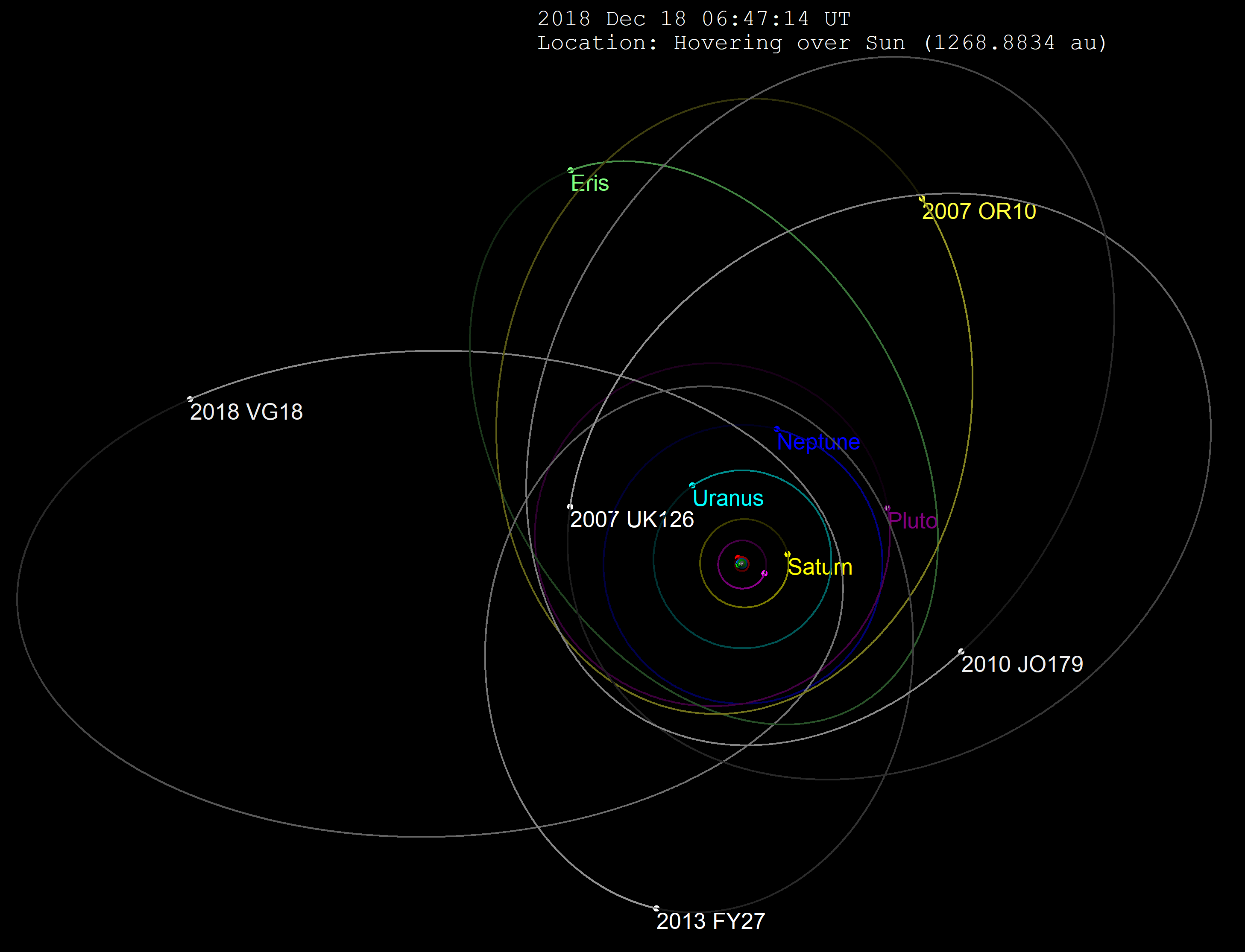
Die Bahn von Gǃkúnǁ’hòmdímà (weiß) im Vergleich zu anderen entfernten Planetoiden.

### Umlaufbahn
Gǃkúnǁ’hòmdímà bewegt sich auf einer stark elliptischen Umlaufbahn (Bahnexzentrizität = 0,48) zwischen 37,50 und 107,94 AE Entfernung von der Sonne. Die Umlaufdauer beträgt etwa 620,17 Jahre. Die Bahnneigung liegt bei 23,38°. Offensichtlich wurde der Planetoid durch gravitationelle Wechselwirkung mit Neptun in diesen exzentrischen Orbit geschleudert. Sein Perihel wird er Mitte 2046 erreichen, sein letztes müsste er demnach um das Jahr 1426 durchlaufen haben. Zurzeit ist er etwa 42,3 AE von der Sonne entfernt.
Sowohl das MPC als auch Marc Buie (DES) klassifizieren Gǃkúnǁ’hòmdímà als Scattered Disk Object.

### Größe
Mithilfe des Herschel-Weltraumteleskops (Instrument PACS) wurde 2011 der Durchmesser auf 599 ± 77 km bestimmt. Zu diesem Zeitpunkt lagen vom Spitzer-Weltraumteleskop (Instrument MIPS) keine Beobachtungsdaten vor, sodass die Modellierung entsprechende Unsicherheiten aufwies. Anlässlich einer Sternbedeckung 2014 gelang es, den effektiven Durchmesser zu präzisieren (614 ± 15 km unter Berücksichtigung der geometrischen Projektion sowie Herschel/PACS Daten, Abmessungen: 646 km × 598 km auf Basis eines Ellipsenfits bei der Sternbedeckung).
Es ist wahrscheinlich, dass sich Gǃkúnǁ’hòmdímà aufgrund seiner Größe im hydrostatischen Gleichgewicht befindet und somit weitgehend rund ist. Mike Brown stuft Gǃkúnǁ’hòmdímà als höchstwahrscheinlichen Zwergplaneten ein.
| Jahr                                         | Abmessungen km                                               | Quelle                |
| -------------------------------------------- | ------------------------------------------------------------ | --------------------- |
| 2007                                         | 599,0 ± 77,0 (System)                                        | Santos-Sanz u. a.     |
| 2010                                         | 801,0                                                        | Tancredi              |
| 2016                                         | 640,0 (686,03 ± 60,23 × 593,63 ± 61,91)                      | Schindler u. a.       |
| 2016                                         | 638,0 +24,0−12,0 (System)                                    | Benedetti-Rossi u. a. |
| 2017                                         | 624,0 (System) 614,0 ± 15,0 (645,80 ± 5,68 × 597,81 ± 12,74) | Schindler u. a.       |
| 2018                                         | 612,0                                                        | Brown                 |
| Die präziseste Bestimmung ist fett markiert. |                                                              |                       |

## Mond
2011 gab ein Astronomenteam die Entdeckung eines Mondes mit etwa 112 km Durchmesser bekannt (in Analogie zum Mutterasteroiden offiziell als Gǃòʼé ǃHú bezeichnet), der durch Aufnahmen des Hubble-Weltraumteleskops entdeckt wurde. Er umkreist Gǃkúnǁ’hòmdímà in 11,3 Tagen in einem Abstand von etwa 6035 ± 48 km. Bisher fand jedoch noch keine Berechnung der Masse des Systems statt.
Das Gǃkúnǁʼhòmdímà-System in der Übersicht:
| Komponenten                  | Physikalische Parameter | Physikalische Parameter | Physikalische Parameter | Bahnparameter        | Bahnparameter  | Bahnparameter | Bahnparameter            | Entdeckung        |
| Name                         | Durchmesser (km)        | Relativgröße (%)        | Masse (kg)              | Große Halbachse (km) | Umlaufzeit (d) | Exzentrizität | Inklination zur Ekliptik | Datum Entdeckung  |
| ---------------------------- | ----------------------- | ----------------------- | ----------------------- | -------------------- | -------------- | ------------- | ------------------------ | ----------------- |
| (229762) Gǃkúnǁʼhòmdímà      | 614                     | 100                     | ?                       | –                    | –              | –             | –                        | 19. Oktober 2007  |
| Gǃòʼé ǃHú (Gǃkúnǁʼhòmdímà I) | ~ 142                   | ~ 20–25                 | ?                       | 6035                 | 11,31473       | 0,0236        | 43,75°                   | 13. November 2008 |